# Алекса Раифовић
Алекса Раифовић (Београд, 19. јануар 1978) српски је певач, кореограф и предузетник плесне школе Zilenium, као и монтажер, продуцент, сниматељ и редитељ. Први јавни наступ имао је на Сунчаним скалама 1998. године у Вечери нових звијезда. Осмислио је кореографије за много фестивала и такмичења, као што су: Радијски фестивал 2005 за песму Гоце Тржана, Хормони, Будвански фестивал 2005 за песму Зорице Андријашевића, Спавај мама, Беовизија 2006 за песму Ане Бекуте, Конак итд.

## Биографија и каријера
Од малена је почео да се бави фолклорством од 7-12 година, у тадашњем КУД-у Икарбус. Од 1990. до 1992. године почиње да се бави модерним плесом у плесној школи Ђогани Фантастико, где је, заједно са њим, постао члан његове групе, и самостално учествовао кроз неколико његових спотова, фестивала и многих других. 1998. године је наступао самостално као вокални солиста на тада најпознатијем музичком фестивалу Сунчане скале. Од 2000. до 2003. године одлази у иностранство где стиче највеће искуство и знање у области модерних плесова (тј. хип-хопа) у једном од најпознатијих плесних центара у Европи, Dance House. Свој таленат и знање усавршавао је уз познате светске кореографе на семинарима у Немачкој где као кореограф ради у познатој плесној академији RD Vision. Од 2001. године постаје члан познате плесне групе New Jack Force, тадашњих првака у Немачкој у хип-хопу са којима учествује на разним наступима и шоу-програмима за познате светске и европске брендове. Од 2004. године у Београду отвара свој плесни клуб под називом Zilenium, и постаје један од првих организатора едукативних плесних семинара. Ступао је контакт са једном од највећих светских агенција за кореографе Who Got Skillz и у сарадњи са Милицом Церовић постаје оснивач агенције Dance Community и пројекта Dancing City првог плесног фестивала у Србији, као и један од оснивача АМИК-а (скраћено од Асоцијације модерних играча и кореографа).

## Дискографија

### Извођач спотова
- Интимни (2013) (IDJTunes)

### Гошћа у спотовима
- Ђогани - Пронађи себе (спот: Бомбастик) (1998)[7]
- Ђогани - Бенседин (спотови: Лаж, Нека песма крене, Бенседин) (1998)[7]
- Анабела Ђогани - Мој драги (2009)
- Мирко Гаврић и Анабела Ђогани - Љуби, љуби (2012)[8]
- Министарке - Дуни ватре (2014)[9]
- Myrath - Believer (2016)[10]
- Милиграм са Јеленом Карлеушом и Филипом Арсенијевићем - Марихуана (2018)

### Режија и монтажа
- Beat Street - За нас (2014)
- Кејани - Gangstа (кореографија) (2017)[2]
- Крис Браун - Questions (кореографија) (2017) [11]
- Ријана - Needed Me (кореографија) (2019)[12]
- Сузана Тот - Двосед (2022)[13]
- Данијел Алибабић - Нападам (2023)[14]
- Данијел Алибабић - Соба без завјеса (2023)[15]
- Данијел Алибабић - У кривинама (2023)[16]

## Емисије
| Година     | Емисија                  | Канал   |
| ---------- | ------------------------ | ------- |
| 2013—2015. | Твоје лице звучи познато | Прва ТВ |

## Кореографије

### Фестивали
- Беовизија 2003 (припрема)[17]
- Београдски играчки центар (2005-2009)[18]
- Радијски фестивал 2005: Гоца Тржан - Хормони
- Будвански фестивал 2005: Зорица Андријашевић - Спавај мама
- Гранд шоу и Беовизија 2006: Ана Бекута - Конак (2006)[6][19]
- Радијски фестивал 2006: Марија Шерифовић - Није ми први пут и 101[6][20]
- Песма Евровизије 2008.: Тамара, Врчак и Адријан - Let Me Love You (Северна Македонија)[21]
- Операција Тријумф
- (2010)
- (2010)[22]
- (2011)[23]
- Песма Евровизије 2013.: Аљона Ланскаја - Солајо (Белорусија)[24]
- Беовизија 2018: Бибер и DJ Нико Браво - Сватови [25]
- Песма за Евровизију (2022)
- -IDJ Show}- (2022)

### Такмичења
- Шумице (2009)[26]
- Јагодина (2009)[27]
- Лазаревац (2009)[28]
- Ухвати ритам (2009-2010)[29]

### Рекламе
- Фриком (2009)[30]

### Удружења
- (2011-2015)[31]

### Спотови
- Милица Павловић - Паклени план (2013)
- Милица Павловић - Sexy señorita (2013)
- Милица Павловић - Милиметар (2013)
- Милица Павловић - Алиби (2014)
- Катарина Живковић - Љуби ме (2014)
- Теча Гамбино - Калашњиков (2015)[32]
- Милица Павловић - Selfie (2015)
- Милица Павловић - Демантујем (2015)
- Милица Павловић - La fiesta (2016)
- Милица Павловић - Љуби, љуби (2016)
- Милица Павловић - Баја Папаја (2016)[33]
- Lexington Band - Ја те срећом частим (2017)
- Беца Фантастик - Уникат (2017)[34]
- (2019)[35]
- Милица Павловић - Заувек (2019)